# Onze-Lieve-Vrouw-ten-Hemel-Opgenomenkerk (Wetteren)

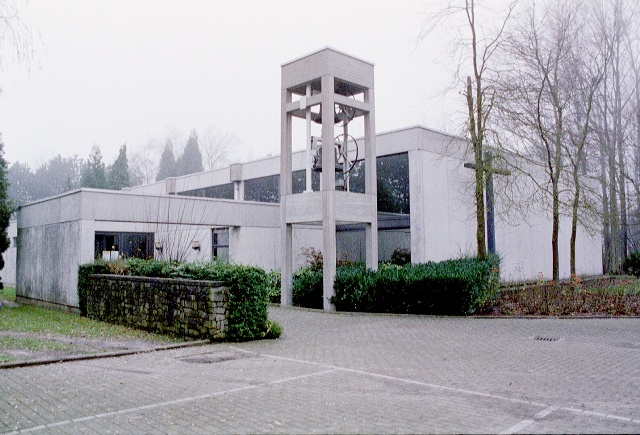
Onze-Lieve-Vrouw-ten-Hemel-Opgenomenkerk

De Onze-Lieve-Vrouw-ten-Hemel-Opgenomenkerk is een parochiekerk in de tot de Oost-Vlaamse plaats Wetteren behorende wijk Overschelde, gelegen aan Liefkenshoek 22.

## Geschiedenis
De bewoners van Overschelde kerkten aanvankelijk in de Sint-Gertrudiskerk in het centrum van Wetteren. In 1955 werd aan de brug over de Schelde gewerkt en konden de bewoners de kerk niet bereiken. Er werd een noodkerk ingericht in de oranjerie van het Kasteel Gransvelde. Deze werd later verplaatst naar een parochieel centrum. In 1965 werd Overschelde verheven tot zelfstandige parochie en in 1982 werd een kerk gebouwd naar ontwerp van Eugène De Witte.

## Gebouw
Het gebouw is een zaalkerk in de stijl van het naoorlogs modernisme, gebouwd in beton met twee lage, doosvormige volumes. De kerk heeft een losstaande open betonnen klokkentoren. De kerkzaal is voorzien van kleurrijke ramen.